# Ammothea spicula
Ammothea spicula is een zeespin uit de familie Ammotheidae. De soort behoort tot het geslacht Ammothea. Ammothea spicula werd in 1983 voor het eerst wetenschappelijk beschreven door Nakamura & Child. 